# Опорув (гміна)
Гміна Опорув (пол. Gmina Oporów) — сільська гміна у центральній Польщі. Належить до Кутновського повіту Лодзинського воєводства.
Станом на 31 грудня 2011 у гміні проживало 2687 осіб.

## Площа
Згідно з даними за 2007 рік площа гміни становила 67.70 км², у тому числі:
- орні землі: 88.00%
- ліси: 6.00%

Таким чином, площа гміни становить 7.64% площі повіту.

## Населення
Станом на 31 грудня 2011:
| Опис     | Загалом | Загалом | Чоловіки | Чоловіки | Жінки | Жінки |
| -------- | ------- | ------- | -------- | -------- | ----- | ----- |
| одиниця  | осіб    | %       | осіб     | %        | осіб  | %     |
| все      | 2687    | 100     | 1336     | 49.72    | 1351  | 50.28 |
| міське   | 0       | 100     | 0        |          | 0     |       |
| сільське | 2687    | 100     | 1336     | 49.72    | 1351  | 50.28 |

## Сусідні гміни
Гміна Опорув межує з такими гмінами: Бедльно, Жихлін, Кутно, Кшижанув, Пацина, Стшельце, Щавін-Косьцельни.